# Le Drennec

Le Drennec este o comună în departamentul Finistère, Franța. În 1 ianuarie 2022 avea o populație de 1.911 de locuitori.